# Fjodor Sologub
Fjodor Sologub, vlastním jménem Fjodor Kuzmič Tětěrnikov, rusky: Фёдор Сологу́б, (1. březen greg. / 17. únor jul. 1863, Petrohrad, Rusko – 5. prosinec 1927, Leningrad, Sovětský svaz) byl ruský symbolistický a dekadentní básník, dramatik a spisovatel.

## Život
Narodil se v chudé rodině, stal se učitelem a dvě desetiletí učil matematiku na různých venkovských školách. V roce 1902 přišel do Petrohradu, kde se záhy stal módním autorem a hostem literárních salonů. Sympatizoval s revolucí v roce 1905, její porážka v něm upevnila pesimismus. Revoluci v roce 1917 nepřijal. Ve dvacátých letech se mu dostalo oficiálního uznání. V roce 1924 byl zvolen čestným předsedou Všeruského svazu básníků, předsedou překladatelské sekce a funkcionářem Svazu leningradských spisovatelů.

## Dílo
Byl především básníkem. Před rokem 1914 se hrálo i několik jeho symbolistických dramat. Prozaické práce (romány, povídky) v Gogolovské tradici zobrazují životní tragédie jako absurdní grotesky. Mimo básně, romány a dramata též překládal (především francouzskou poezii) a psal též kritiky.

## Spisy (výběr)

### básně
- Stichi (Básně) 1896
- Plamennyj krug (Пламенный круг, Plamenný kruh) 1908
- Velikij blagovest (Великий благовест, Veliké vyzvánění) 1923

### divadelní hry
- Pobeda smerti (Победа Смерти, Vítězství smrti) 1908
- Nočnyje pljaski (Ночные пляски, Noční rej) 1910

### romány
- Ťažolije sny (Тяжёлые сны, Těžké sny) 1896
- Melkij bes (Мелкий бес, Malý ďábel, česky též pod názvem Posedlý) 1907
- Slačše jada (Слаще яда, Sladší než jed) 1912
- Tvorimaja legenda (Творимая легенда, Tvořená legenda 1907-1914
- Zaklinatělnica zmej (Заклинательница змей, Zaklínačka hadů) 1921

### další
- Kniga razluk (Книга разлук, Kniha loučení) 1908 – povídky
- Alčuščij i žažduščij (Lačnící a žíznící) 1914 – legenda
- Zolotaja lestnica (Zlaté schodiště) 1919 - pohádka

### české překlady
- Osten smrti a jiné povídky, přeložil Cyril Morávek, KDA svazek 58, Kamilla Neumannová, 1909
- Divoký bůh ; Zlaté schodiště, přeložil Stanislav Minařík, Boh. Minaříková, 1910
- Malý ďábel, přeložil Stanislav Minařík, Máj, 1911
- Sladší než jed, přeložil Stanislav Minařík, František Borový, 1915
- Zaklínačka hadů, přeložil Jaroslav Ryšánek, Stanislav Minařík, 1922
- Těžké sny, přeložil přeložil Josef Bečka, Sfinx, 1925
- Posedlý, přeložil Jaroslav Piskáček, Mladá fronta, 1970
- Posedlý, přeložil Jaroslav Piskáček, Vyšehrad, 1980

### divadelní hry uvedené v češtině
- Malý ďábel, překlad Libor Dvořák, dramatizace a režie: Sergej P. Fedotov j.h., Divadlo Jiřího Myrona, Ostrava, premiéra 6. prosinec 2003, derniéra: 27. květen 2004,[3]